# 덴리 대학

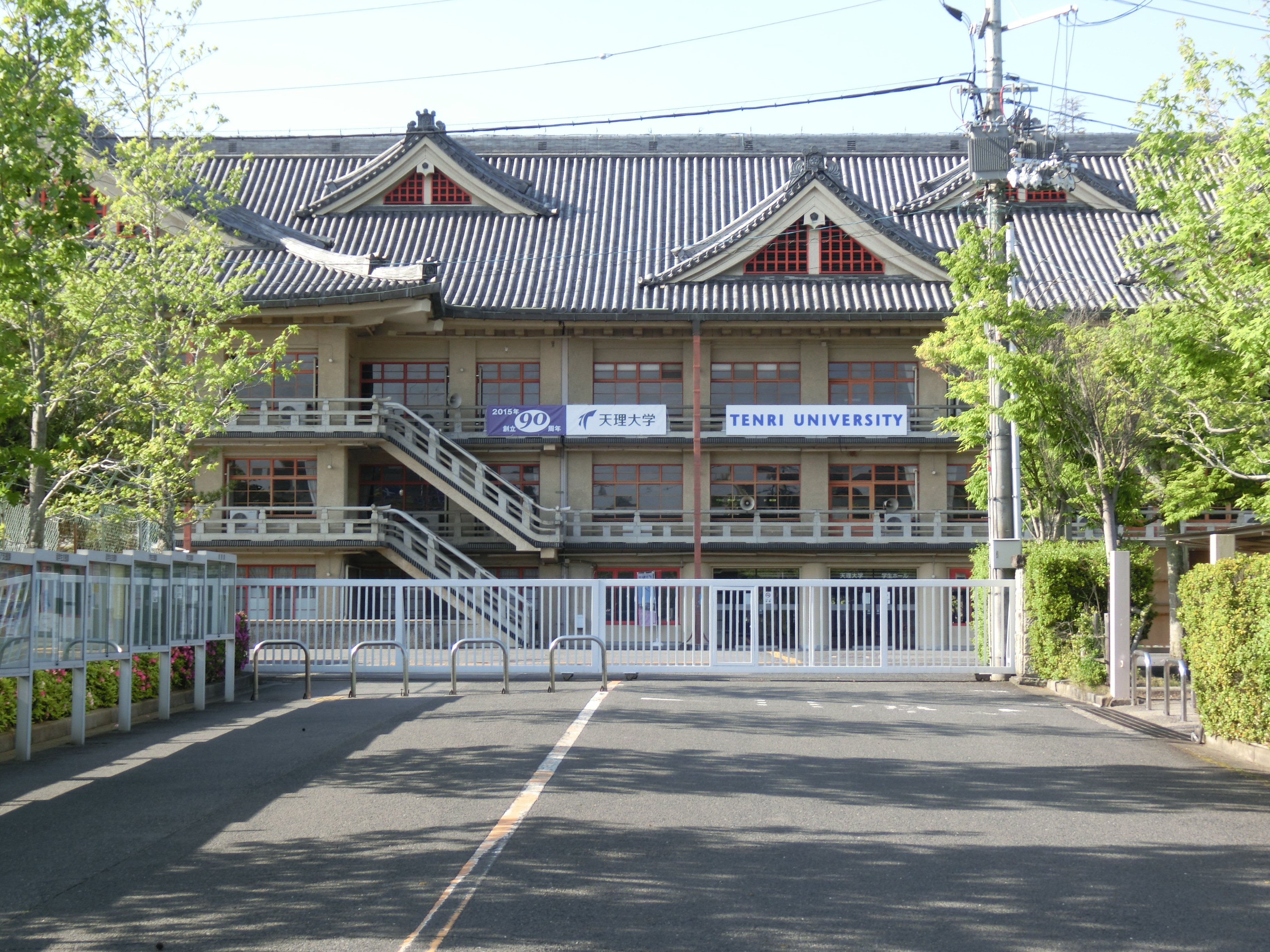

덴리 대학(일본어: 天理大学)은 일본 나라현 덴리시에 있는 사립대학이다.
안견의 몽유도원도(안평대군의 꿈 이야기를 그림)를 소장하고 있다.